# 1936 en Palestine mandataire
Chronologie de la Palestine
- 1932
- 1933
- 1934
- 1935
- 1936
- 1937
- 1938
- 1939
- 1940

Cette page concerne les évènements survenus en 1936 en Palestine mandataire :

## Évènements
- 15 avril : Fusillade d'Anabta, où des membres d'une bande de Qassamites arrêtent un convoi sur la route de Naplouse à Tulkarem, près de Jaffa, volent ses passagers et, déclarant qu'ils agissent pour venger la mort d'Izz al-Din al-Qassam, abattent trois passagers juifs, après s'être assurés de leur identité[1].
- 16 avril : Fusillade de Tulkarem (en) : deux travailleurs arabes qui dormaient dans une cabane dans une bananeraie au bord de l'autoroute entre Petah Tikva et Yarkona sont assassinés en représailles par des membres de la Haganah-Bet[2].
- 19 avril : Vingt Juifs sont tués dans des émeutes à la suite des funérailles de deux Juifs assassinés le 15 avril à Jaffa[3] et des appels à la grève générale (en) sont lancés à Naplouse, marquant le début de la grande révolte arabe de 1936-1939 en Palestine mandataire contre la domination britannique et l'immigration juive massive.
- 21 avril : Les dirigeants des cinq principaux partis acceptent la décision de Naplouse et appellent à une grève générale de tous les Arabes travaillant dans le secteur du travail, des transports et du commerce[4].
- 23 avril : Avec le début de la révolte arabe, les autorités britanniques évacuent la communauté juive d'Hébron par mesure de précaution pour assurer la sécurité de ses membres, mettant ainsi fin à la présence juive à Hébron.
- 16 mai :  Mohammed Amin al-Husseini, président du Haut Comité arabe et grand mufti de Jérusalem, déclare que le jour du 16 mai est la « Journée de la Palestine ». Il appelle officiellement à une grève générale, qui durera jusqu'en octobre 1936.
- 18 mai : Annonce de la Commission Peel, officiellement connue sous le nom de Commission royale sur la Palestine, une commission royale d'enquête britannique, dirigée par Lord Peel, nommée pour enquêter sur les causes des troubles dans la Palestine mandataire britannique[5].
- 2 juin : Une tentative par des rebelles de faire dérailler un train transportant le 2e bataillon Bedfordshire et Hertfordshire (en) depuis l'Égypte entraîne la mise sous surveillance des chemins de fer, ce qui met à rude épreuve les forces de sécurité à Naplouse[5].
- 4 juin : En réponse à la situation survenue deux jours auparavant à Naplouse, le gouvernement rassemble un grand nombre de dirigeants palestiniens et les envoie dans un camp de détention à Auja al-Hafir, dans le désert du Néguev[5].
- 21 juin : La bataille d'Anabta (en) marque une escalade avec l'engagement le plus important des troupes britanniques contre les militants arabes jusqu'à présent dans la révolte[6].
- 29 juillet : Les membres de la Commission Peel sont officiellement nommés[5].
- 3 septembre : Bataille de Bal'a (en)
- 29 septembre : Bataille de Beit Imrin (en)

## Création - Fermeture
- 25 avril : Le Haut Comité arabe est créé à l'initiative du grand mufti de Jérusalem, Mohammed Amin al-Husseini, pour s'opposer à la domination britannique et aux revendications juives en Palestine.
- Fondation de kibboutzim et moshavim : Rishpon (en), Kfar-Hitim, Tel-Amal

## Sport
- Saison 1935-1936 de la Ligue de la Palestine (en) (football)
- Saison 1936-1937 de la Ligue de la Palestine (en) (football)
- Saison 1935-1936 de football en Palestine mandataire (en)
- Saison 1936-1937 de football en Palestine mandataire (en)

## Naissances
- 1er janvier : Ofira Navon (en), psychologue israélienne et épouse du président Yitzhak Navon (morte en 1993).
- 8 mars : Ram Oren (en), auteur israélien.
- 19 mars : Uri Aviram (en), professeur israélien de travail social.
- 23 mars : Israel Eliraz (en), poète israélien (mort en 2016).
- 9 avril : Ghassan Kanafani, écrivain arabe palestinien, dramaturge et membre important du groupe militant du FPLP (mort en 1972).
- 17 avril : Daniel Friedmann (en), professeur de droit et homme politique israélien
- 18 avril : Moshe Levi (en), général israélien, 12e chef d'état-major général de Tsahal (mort en 2008)
- 15 mai : Ruth Almog, journaliste et romancière israélienne.

## Décès
- 22 août : Levi Billig (en), universitaire anglo-juif arabisant de l'université hébraïque, est assassiné à son domicile, à l'extérieur de Jérusalem, par un assassin arabe[7],[8].